# Copa de Naciones de Futsal de la OFC 2022
La Copa de Naciones de Futsal de la OFC 2022 (anteriormente llamado Campeonato de Futsal de la OFC) fue la décima tercera edición de dicho torneo. 
Originalmente programado del 5 al 14 de abril, se pospuso por primera vez hasta agosto de 2021, luego se reprogramó para 2022.

## Participantes
| Equipos participantes | Equipos participantes | Equipos participantes | Equipos participantes |
| --------------------- | --------------------- | --------------------- | --------------------- |
| Fiyi                  | FFA President's Five  | Nueva Caledonia       | Nueva Zelanda         |
| Samoa                 | Islas Salomón         | Tonga                 | Vanuatu               |

## Primera fase

### Grupo A
| Equipo               | Pts | PJ | PG | PE | PP | GF | GC | Dif | Clasificación     |
| -------------------- | --- | -- | -- | -- | -- | -- | -- | --- | ----------------- |
| Nueva Zelanda        | 7   | 3  | 2  | 1  | 0  | 21 | 3  | +18 | Semifinales       |
| FFA President's Five | 6   | 3  | 2  | 0  | 1  | 13 | 7  | +6  | Semifinales       |
| Vanuatu              | 4   | 3  | 1  | 1  | 1  | 12 | 4  | +8  | Play-off 5º lugar |
| Tonga                | 0   | 3  | 0  | 0  | 3  | 1  | 33 | −32 | Play-off 8º lugar |

| Fecha                           | Lugar |                      |                          | Resultado |                          |                      |
| ------------------------------- | ----- | -------------------- | ------------------------ | --------- | ------------------------ | -------------------- |
| 13 de septiembre de 2022, 15:30 | Suva  | FFA President's Five | Bandera de Fiyi          | 1:5       | Bandera de Nueva Zelanda | Nueva Zelanda        |
| 13 de septiembre de 2022, 18:00 | Suva  | Tonga                | Bandera de Tonga         | 0:9       | Bandera de Vanuatu       | Vanuatu              |
| 14 de septiembre de 2022, 13:00 | Suva  | FFA President's Five | Bandera de Fiyi          | 9:0       | Bandera de Tonga         | Tonga                |
| 14 de septiembre de 2022, 18:00 | Suva  | Nueva Zelanda        | Bandera de Nueva Zelanda | 1:1       | Bandera de Vanuatu       | Vanuatu              |
| 16 de septiembre de 2022, 13:00 | Suva  | Vanuatu              | Bandera de Vanuatu       | 2:3       | Bandera de Fiyi          | FFA President's Five |
| 16 de septiembre de 2022, 15:30 | Suva  | Nueva Zelanda        | Bandera de Nueva Zelanda | 15:1      | Bandera de Tonga         | Tonga                |

### Grupo B
| Equipo          | Pts | PJ | PG | PE | PP | GF | GC | Dif | Clasificación     |
| --------------- | --- | -- | -- | -- | -- | -- | -- | --- | ----------------- |
| Islas Salomón   | 7   | 3  | 2  | 1  | 0  | 26 | 13 | +13 | Semifinales       |
| Nueva Caledonia | 6   | 3  | 2  | 0  | 1  | 14 | 13 | +1  | Semifinales       |
| Fiyi            | 4   | 3  | 1  | 1  | 1  | 15 | 10 | +5  | Play-off 5º lugar |
| Samoa           | 0   | 3  | 0  | 0  | 3  | 6  | 25 | −19 | Play-off 8º lugar |

| Fecha                           | Lugar |                 |                            | Resultado |                            |                 |
| ------------------------------- | ----- | --------------- | -------------------------- | --------- | -------------------------- | --------------- |
| 13 de septiembre de 2022, 20:30 | Suva  | Nueva Caledonia | Bandera de Nueva Caledonia | 4:2       | Bandera de Fiyi            | Fiyi            |
| 15 de septiembre de 2022, 18:00 | Suva  | Samoa           | Bandera de Samoa           | 4:11      | Bandera de Islas Salomón   | Islas Salomón   |
| 14 de septiembre de 2022, 15:30 | Suva  | Islas Salomón   | Bandera de Islas Salomón   | 9:3       | Bandera de Nueva Caledonia | Nueva Caledonia |
| 14 de septiembre de 2022, 20:30 | Suva  | Fiyi            | Bandera de Fiyi            | 7:0       | Bandera de Samoa           | Samoa           |
| 16 de septiembre de 2022, 10:30 | Suva  | Samoa           | Bandera de Samoa           | 2:7       | Bandera de Nueva Caledonia | Nueva Caledonia |
| 16 de septiembre de 2022, 18:00 | Suva  | Islas Salomón   | Bandera de Islas Salomón   | 6:6       | Bandera de Fiyi            | Fiyi            |

## Segunda fase

### Quinto a séptimo lugar
|  | Play-off semifinales | Play-off semifinales |                      |   | Quinto lugar | Quinto lugar |
|  |                      |                      |                      |   |              |              |
|  | 17 Septiembre – Suva |                      |                      |   |              |              |
|  |                      |                      |                      |   |              |              |
|  | Vanuatu              | 11                   |                      |   |              |              |
|  | Vanuatu              | 11                   | 18 Septiembre – Suva |   |              |              |
|  | Samoa                | 6                    |                      |   |              |              |
|  | Samoa                | 6                    | Vanuatu              | 4 |              |              |
|  | 17 Septiembre – Suva |                      | Vanuatu              | 4 |              |              |
|  |                      | Fiyi                 | 3                    |   |              |              |
|  | Fiyi                 | Fiyi                 | 3                    | 8 |              |              |
|  | Fiyi                 |                      |                      | 8 |              |              |
|  | Tonga                | 1                    |                      |   |              |              |
|  | Tonga                | 1                    | Séptimo lugar        |   |              |              |
|  |                      |                      |                      |   |              |              |
|  | 18 Septiembre – Suva |                      |                      |   |              |              |
|  |                      |                      |                      |   |              |              |
|  | Samoa                | 6                    |                      |   |              |              |
|  | Samoa                | 6                    |                      |   |              |              |
|  | Tonga                | 5                    |                      |   |              |              |

### Semifinales y final
|  | Semi-finals          | Semi-finals   |                      |   | Final | Final |
|  |                      |               |                      |   |       |       |
|  | 17 Septiembre - Suva |               |                      |   |       |       |
|  |                      |               |                      |   |       |       |
|  | Nueva Zelanda        | 6             |                      |   |       |       |
|  | Nueva Zelanda        | 6             | 18 Septiembre - Suva |   |       |       |
|  | Nueva Caledonia      | 1             |                      |   |       |       |
|  | Nueva Caledonia      | 1             | Nueva Zelanda        | 6 |       |       |
|  | 17 Septiembre - Suva |               | Nueva Zelanda        | 6 |       |       |
|  |                      | Islas Salomón | 2                    |   |       |       |
|  | Islas Salomón        | Islas Salomón | 2                    | 5 |       |       |
|  | Islas Salomón        |               |                      | 5 |       |       |
|  | FFA President's Five | 1             |                      |   |       |       |
|  | FFA President's Five | 1             | Third place match    |   |       |       |
|  |                      |               |                      |   |       |       |
|  | 18 Septiembre - Suva |               |                      |   |       |       |
|  |                      |               |                      |   |       |       |
|  | Nueva Caledonia      | 5             |                      |   |       |       |
|  | Nueva Caledonia      | 5             |                      |   |       |       |
|  | FFA President's Five | 3             |                      |   |       |       |

| Bandera de Nueva Zelanda          |
| Campeón Nueva Zelanda 1.er título |